# 呼吸

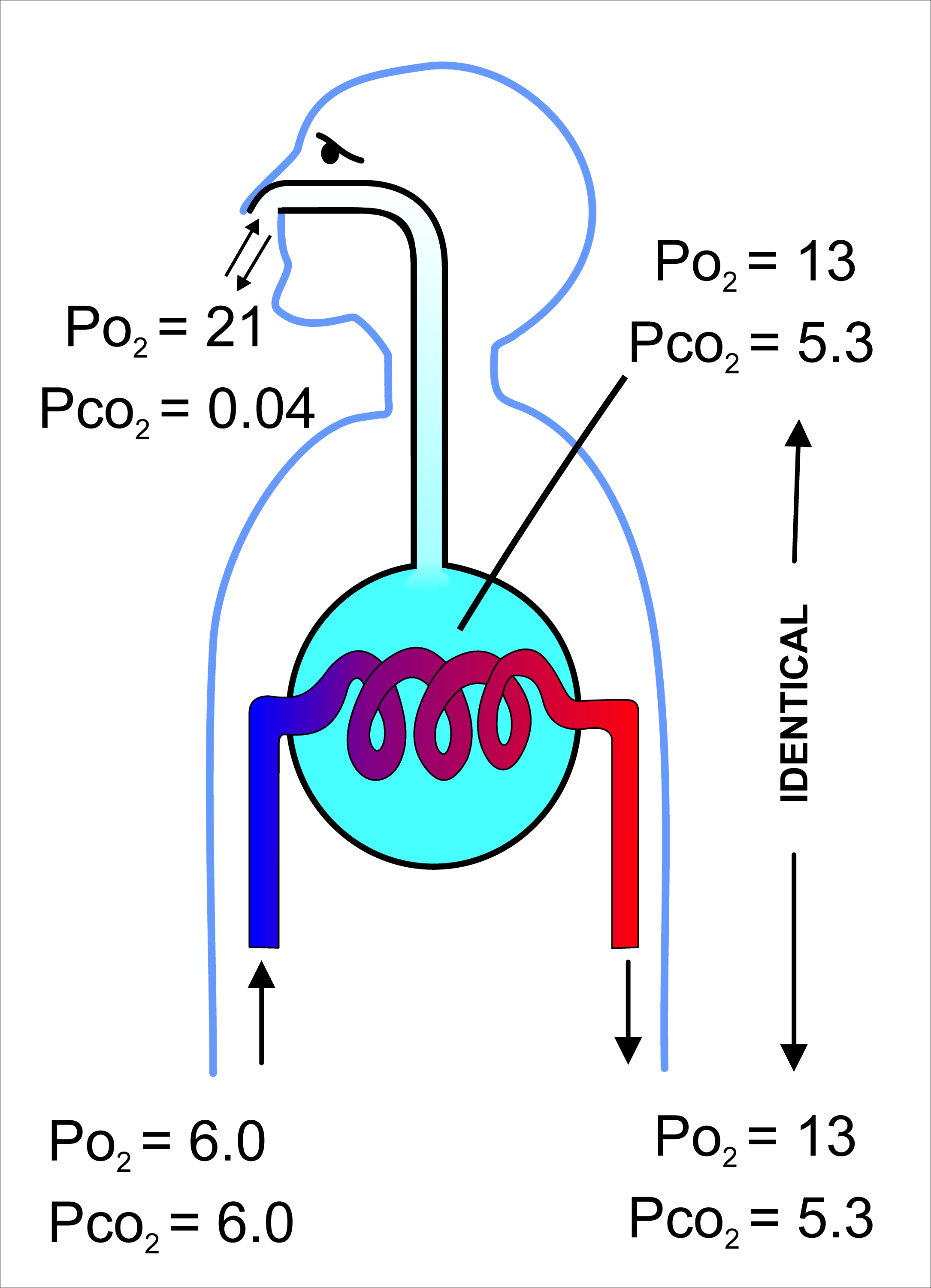
外呼吸のガス交換の概略図（分圧単位：kPa、7.5倍するとmmHgの値）。酸素（O_{2}）を含んだ空気を吸気し、細胞呼吸で酸素が減り二酸化炭素（CO_{2}）が多くなった血液と空気の間でガス交換し、呼気として吐き出す。

生物における呼吸（こきゅう、英: breathing）は、以下の2種類に分けられる。
1. 細胞呼吸（または内呼吸）：血液と細胞とのガス交換。細胞が最終二酸化炭素 (CO2) を放出する異化代謝系。
2. 外呼吸：空気と血液とのガス交換。多細胞生物体が外界から酸素を取り入れ、体内で消費して二酸化炭素 (CO2) を放出すること

広義には最終電子受容体として酸素を用いない『嫌気呼吸』もその意味合いに含まれるが、通例では呼吸とは酸素を用いる好気呼吸として用いる。

## 細胞呼吸

好気呼吸の概略図

細胞呼吸または内呼吸は酸素や栄養素からアデノシン三リン酸(ATP)として化学エネルギーを取り出し、老廃物を排出する生物の各細胞で起こる一連の異化代謝反応である。取り出したエネルギーは生合成、運動、細胞膜を介した分子輸送などに使われる。

## 外呼吸

### 生物の呼吸
酸素を利用するに当たっては、動物の場合全身の細胞にくまなく酸素を行き渡らせるため、血液によって酸素を運搬する必要がある。節足動物・軟体動物などではヘモシアニン、脊椎動物では、赤血球中のヘモグロビンがこの役割を担う。
血中への酸素取り込みは、植物の場合葉などの気孔と樹皮の皮目で、魚類・水棲甲殻類はエラ呼吸で、陸上の昆虫は気門の呼吸、両生類は幼生時にはエラ呼吸、成体時には肺呼吸、爬虫類、鳥類、哺乳類は肺呼吸で行う。エラ呼吸は水流の一定の流れを利用するが、肺は出口がひとつしかないため吸気、呼気を繰り返すことで定期的に肺内の空気を交換しなければならない。このために行う胸郭運動を呼吸運動と呼び、これをやめることはできない。呼吸運動は随意運動であると同時に、脳幹の呼吸中枢（ヒトでは延髄にある）によって自動的に制御される。そのため睡眠中も不随意な呼吸運動が保たれる。この中枢機構に問題があり、睡眠時に呼吸不全に陥る疾患が先天性中枢性肺胞低換気症候群である。
条件次第では腸から酸素を取り込む腸呼吸が可能である。

### 哺乳類の呼吸

#### 肺や筋肉の動き

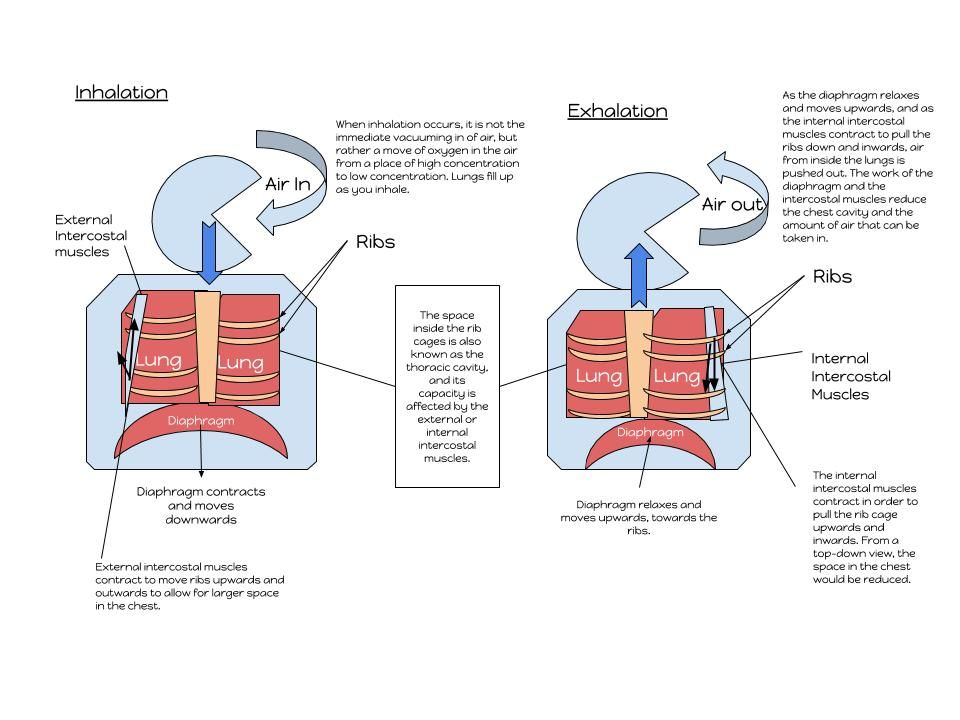
吸気と呼気における筋肉の動きを示す図

哺乳類の肺は自ら膨らまずに、胸腔の容積が増加したときのみ膨張する。ヒトにおいては、他の哺乳類同様に主に横隔膜の収縮によって肺は膨らむが、肋間筋が収縮して胸郭が上向きおよび外向きに引っ張られることでも膨張される。力強い呼吸では、肋骨や胸骨から頸椎や頭蓋底にかけて存在している呼吸補助筋(多くの哺乳類では鎖骨へもつながっている)がポンプハンドル運動やバケツハンドル運動を通常時の呼吸より大きくしており、胸腔の容積にさらなる変化をもたらしている。空気を排出する際にはこれらの筋肉がすべて弛緩し、胸部や腹部の筋肉が「安静位」と呼ばれる位置に戻る。 この時、肺には機能的残気量分の空気が残る。ヒトの成人ではその空気量は2.5–3.0Lである。
運動中や過呼吸時など激しく呼吸している時には、空気の排出は安静時と同様にすべての呼吸筋の弛緩によっておこるが、この時腹筋も強く収縮し、胸郭の前面と側面が下方に引っ張られる。これにより胸郭のサイズが小さくなるだけでなく、腹部の臓器が横隔膜の方へと押し上げられ、胸郭内へと深く膨らむ。空気を排出しきった後の肺の容量は安静時の機能的残気量より少なくなる。
しかしながら、通常哺乳類では肺が完全に空になることはない。成人では、空気の排出した後も少なくとも1Lの空気が残っている。

#### 空気の輸送

##### 上気道
空気は鼻から出入りする。鼻腔は非常に狭く、前方で鼻中隔により2室に、奥の方では鼻甲介によって何室かに分けられている。 このため、鼻の粘膜が空気の吸入時や排出時に空気にさらされ、その空気が湿った粘液から水分を奪い、鼻腔付近の血管から熱を奪って、喉頭に到達する頃には空気中の水蒸気がほぼ飽和しており、温度も体温とほぼ変わらない温度になっている。この水分や熱の一部は排気する際に乾燥して冷えた鼻の粘膜を潤し、暖める。粘り気のある鼻の粘液は吸入した粒子状物質の多くを捕らえ、これらが肺に到達するのを防いでいる。

##### 下気道
1. 気管
2. 主気管支
3. 肺葉気管支
4. 区域気管支
5. 細気管支
6. 肺胞管
7. 肺胞

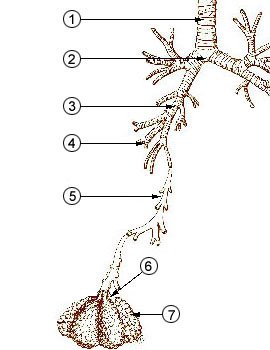
下気道.

鼻腔、咽頭、喉頭よりも奥に存在する呼吸器系の組織は気管、気管支と次第に細かく狭い気道に分岐している。ヒトの気管や気管支上部には平均23個の分岐が、マウスには最大13個の分岐が存在しており、より奥の気管支や肺胞に空気を送る機能を持つ。また、肺の内部に存在する気管支の下部や肺胞はガス交換に特化している
気道に入った空気の内、死腔の領域に入った空気はガス交換に利用されずに次の呼気で外界に排出される。呼気が終わると死腔は肺胞の空気で満たされ、その空気は吸気の際に肺胞に戻される最初の空気となり、次の呼気ではこの空気が先に吐き出される。典型的な成人の死腔容積は約150mlである。

#### ガス交換
呼吸の主目的は、肺胞内の空気を入れ替え、血液中のガス交換を行うことである。拡散によって肺胞内の空気の分圧と肺胞の血管における血液内の気体成分の分圧の平衡化が起こる。呼気の後には成人の肺は2.5–3.0 Lの空気が残るが、この空気が機能的残気量(FRC)と呼ばれる。吸気時には、新しい暖かく湿った空気約350mLが肺に流入し、FRCとよく混ざるため、FRCの組成は呼吸の前後でほとんど変化しない。肺の毛細血管の血液と肺内の一定の空気組成が常に平衡となり、動脈血中の気体の拡散速度が各呼吸で一定に保たれるため、あらゆる人体組織の血液では酸素濃度や二酸化炭素濃度が呼吸サイクルによっては大きく変化しない。このため呼吸数の恒常性は、動脈血中の酸素と二酸化炭素の分圧にのみ依存しており、その結果血液のpHも一定に保たれる。

### 潜水反射
冷水に顔を沈めると、潜水反射と呼ばれる反応が起こる。この反応ではまず、気道への水の流入を防ぐため気道を塞ぐ。また、代謝率も次第に低下していく。これは四肢や腹部にある内臓における動脈の激しい血管収縮を起こし、潜水開始時に血液と肺にある酸素を心臓と脳に供給するために確保するためのものである。習慣的に潜水するペンギンやアザラシ、クジラなどの生物でよく起こる反応である ヒトにおいては大人より幼児や子どもに対して起こりやすい。

### ヒトの呼吸
ヒトの呼吸は脈拍、血圧、体温と並んで生命活動の客観的な徴候となるバイタルサインの1つである。

#### 呼吸数
ヒトは出生すると外呼吸を開始する。新生児では健常であっても1分間に30回程度の呼吸をしているものの、成長と共に1分間当たりの呼吸数は次第に減少し、健常な成人の呼吸数は1分間に12回から20回（安静時）とされている。老化とともに肺の伸縮性は低下し、成人期と同じガス交換を行うのに必要な呼吸数は増加する。
| 状態   | 呼吸量（ℓ/分） | 酸素取込み量（ℓ/分） |
| ------ | -------------- | -------------------- |
| 安静時 | 6-10           | 0.3                  |
| 運動時 | 100            | 3                    |

この呼吸数は、自律神経により無意識に調整されるが、意識的に行うこともできる。自律神経では、末梢性化学受容器や機械受容器で検知した刺激を呼吸中枢( Respiratory center )にて判断され調整が行われる。この呼吸中枢への刺激は、動脈血中の二酸化炭素量の増加が特に強く、つぎに血のpH低下（アシドーシス）、そのほかに体温上昇・運動・低酸素・精神疾患などの刺激を受けると呼吸を速めて換気を行おうとする。逆に刺激を弱める要因としては、高濃度の酸素・二酸化炭素量の低下・pH上昇（アルカローシス）・体温や代謝の低下などがあり、高濃度酸素を吸入させると、呼吸が停止したり呼吸が緩慢となる。

#### 呼吸の型と割合
ヒトの呼吸の型には腹式呼吸、胸式呼吸、胸腹式呼吸がある。呼吸の割合（呼吸パターン）は通常は吸気1、呼気1.5、休息期1のリズムで繰り返す。

#### 異常呼吸の種類
異常呼吸には以下の種類がある。
- 呼吸量の異常
  - 呼吸回数の異常
    - 無呼吸
    - 減少「徐呼吸（9 回/分以下）」
    - 増加「頻呼吸（25 回/分以上）」

  - 1回換気量の異常
    - 減少「低呼吸（低換気）」
    - 増加「過呼吸（過換気）」
- リズムの異常
  - 周期的な異常
    - チェーンストークス呼吸 （原因：脳疾患・心不全・尿毒症など）

  - 不規則な異常
    - 持続吸息性呼吸
    - 群息呼吸
    - あえぎ呼吸（下顎呼吸、死戦期呼吸）
    - ビオー呼吸（失調性呼吸）
- リズムと呼吸回数の異常
  - クスマウル呼吸（頻度が減少し、一回の呼吸が深くなる）
- その他の異常
  - 起座呼吸
喘息や心不全の際に、伏せた状態では呼吸が辛くなるため、上体を起こして行う呼吸[21]

#### その他、特殊な呼吸
日本の海に潜って魚介類を採取する海女は、浮上した際に過呼吸になって気を失わないよう口笛を吹く「磯笛」と呼ばれる呼吸を行う。
2021年には肺呼吸ではなく、腸呼吸の応用により、腸に酸素を供給する腸換気（Enteral Ventilation: EVA）法が動物実験のレベルで成功し、ヒトへの適用を目指して研究が進められている。ドジョウ、ナマコ、コリドラスといった水生生物による腸呼吸に着想を得て、2021年時点でネズミ、ラット、ブタに対する直腸からの腸換気法を行ったことで全身の酸素濃度や生存率が向上し、合併症の兆候は観察されなかったとしている。本研究は2024年にイグノーベル賞が授賞されている。

## 呼吸用装備
- 人工呼吸器
- 高所呼吸器 ‐ 航空機用酸素マスク、登山用酸素ボンベなど
- 自給式呼吸器（英語版） - 火事現場などでの呼吸用装備
- スクーバ器材、リブリーザー、シュノーケル - 水中用呼吸装備。

## ギャラリー

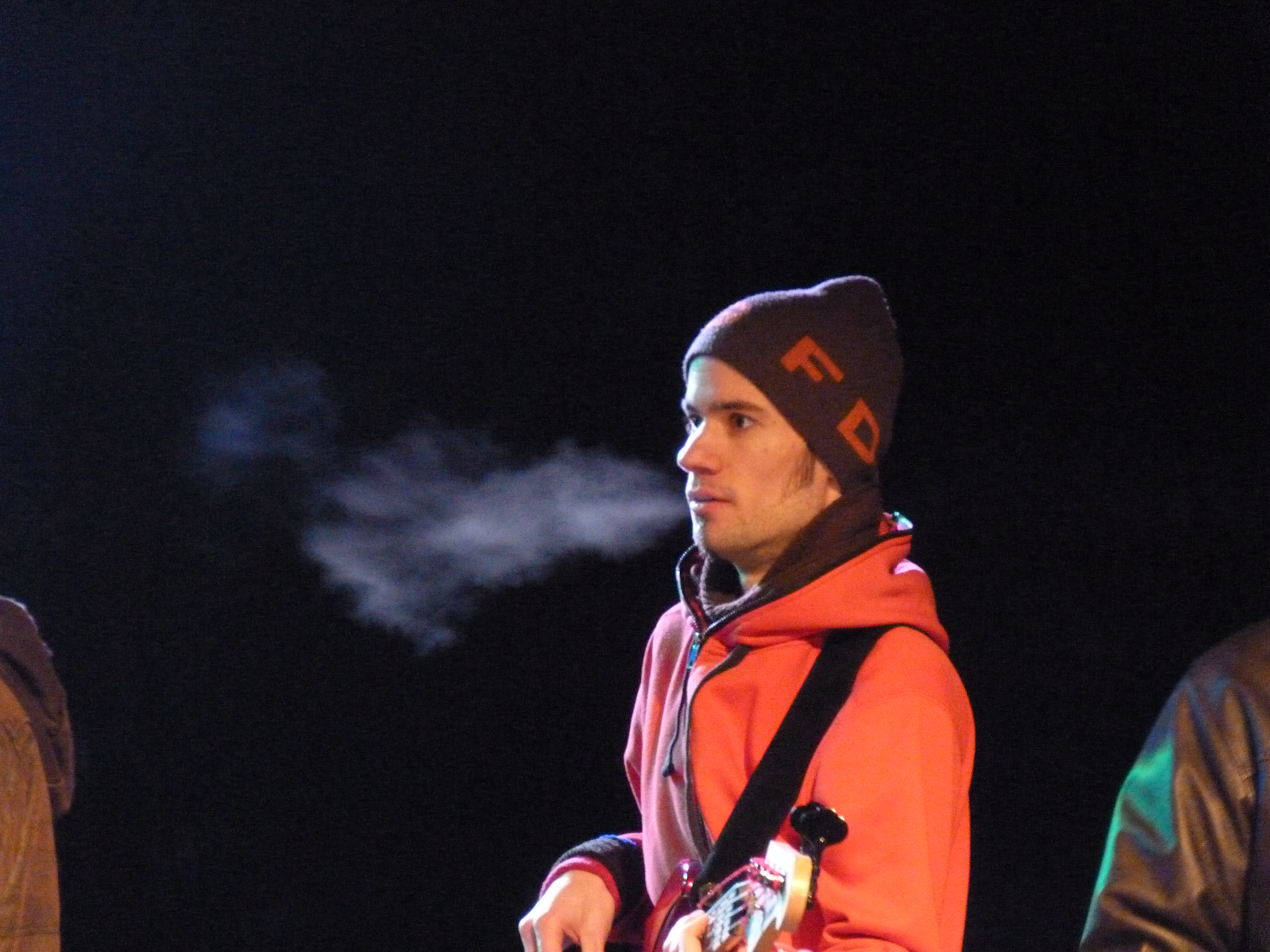
寒い空気で白い息を吐く人
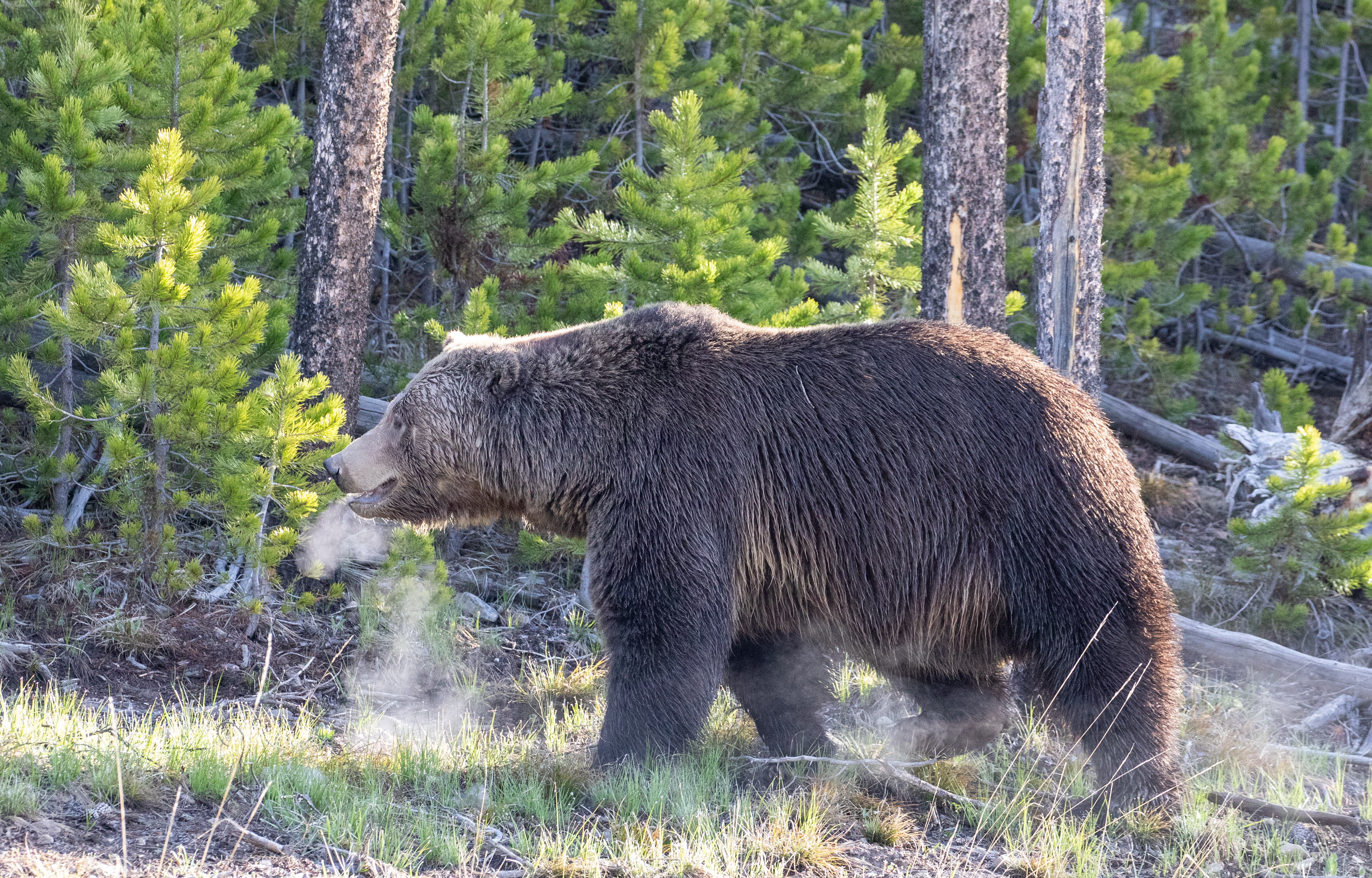
寒い朝に白い息を吐くハイイログマ